# Districtul Bo Phloi
Bo Phloi (în thailandeză บ่อพลอย) este un district (Amphoe) din provincia Kanchanaburi, Thailanda, cu o populație de 54.288 de locuitori și o suprafață de 967,2 km².

## Componență
Districtul este subdivizat în 6 subdistricte (tambon), care sunt subdivizate în 77 de sate (muban).
| Nr. | Nume       | În thailandeză | Sate | Locuitori |  |
| --- | ---------- | -------------- | ---- | --------- |  |
| 1.  | Bo Phloi   | บ่อพลอย         | 11   | 13,272    |  |
| 2.  | Nong Kum   | หนองกุ่ม         | 16   | 13,439    |  |
| 3.  | Nong Ri    | หนองรี          | 10   | 6,506     |  |
| 5.  | Lum Rang   | หลุมรัง          | 17   | 8,921     |  |
| 8.  | Chong Dan  | ช่องด่าน         | 14   | 7,781     |  |
| 9.  | Nong Krang | หนองกร่าง       | 9    | 4,369     |  |